# Balkbro

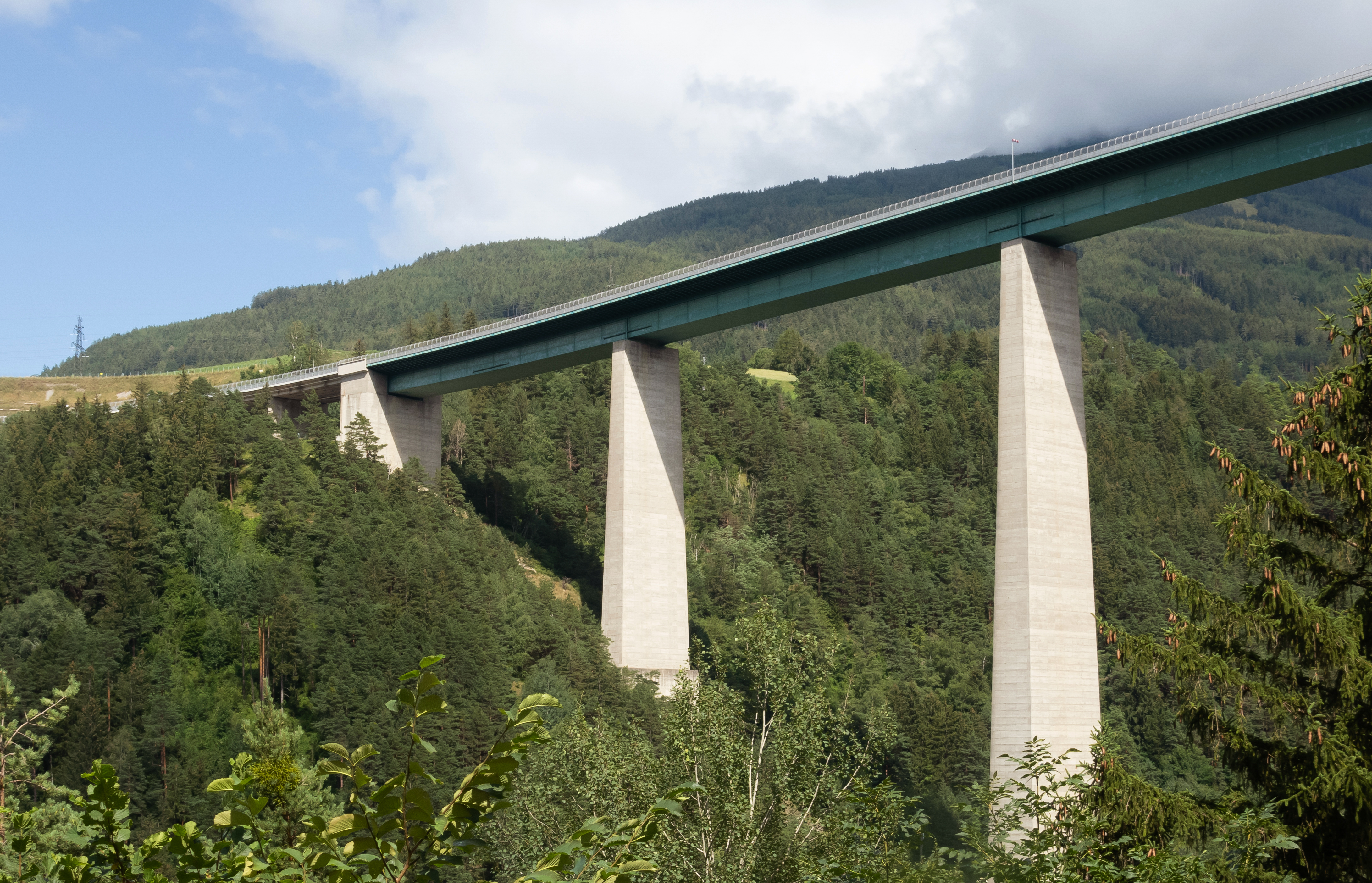
Europabron är en balkbro i Österrike

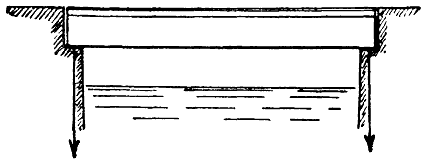
Järnbro, Balkbro, Nordisk familjebok

En balkbro är en bro vars brospann bärs upp av balkar. Balkbron är den äldsta och enklaste av alla brotyper och också den billigaste att bygga och den vanligaste brotypen. Konstruktionsmaterialet kan vara armerad betong, spännbetong eller stål, men byggdes tidigare även i trä. Balkbron är den vanligaste brotypen i Sverige och Nordeuropa. Den längsta balkbron i Sverige är Ölandsbron.
Överbyggnaden kan utföras med kontinuerliga, genomgående balkar i ett eller flera fält, eller gerberbalkar. För att få balkbron starkare använder man sig av stödpelare och fackverksteknik. Avståendet mellan stödpelarna beror på överbyggnadens bärighet, belastning, längd, underlaget på platsen där bron ska byggas med mera. Lasten från en balkbro förs ned i marken vertikalt via stödpelarna, och särskild förstärkning i underlaget kan behövas för att undvika sättningar.
Balkbroar bär upp lasten genom balkverkan. En, två eller flera parallella huvudbalkar tar upp den vertikalt verkande trafiklasten. En balkbro kan spänna över ett enda fält och kallas då enfältsbro, eller kan gå över flera fält, och kallas då för flerfältsbro. Med balkar av stål eller armerad betong kan man idag överbrygga spännvidder på över 200 meter. För de längre spännvidderna kan balkarna behöva förstärkas med voter över mellanstöden. Voter används i byggnadstekniken för en ökning av konstruktionshöjden hos balkar där spänningarna är stora. 